# Органа
Орга́на або Орхан (Orchan, Bu-Yurgan, 575/576—630) — вождь племен оногурів (гунів), князь (хан) булгарських племен, засновник Великої Булгарії в першій половині VII століття.
Після смерті Худбарда армію гунів очолив Органа Археонакт, який був регентом, поки не виріс Кубрат і прийшов до влади.
Інформація про Органу є дуже обмеженою. Відомо, що він був дядьком Кубрата, і походив з роду Дуло. Згідно з Іваном Нікіуським він був вождем гунських болгар з 617 до 630 року. Супроводжував молодого Кубрата в поїздках до Константинополя бл. 621 року.
Органа об'єднав племена кубанських булгар, спираючись на наявність племінних відносин (оногуни — в перекладі «десять союзних племен»). Попри те, що його племена були в складі Тюркського каганату, встановив контакти з Візантією. Імперія у той час шукала союзників проти серйозної загрози з боку аварів, які також підтримувались західними племенами булгар — кутригурами. Скоріше за все, саме він був правителем Булгарської держави, описаним у візантійських джерелах, який 619 року прийшов до Константинополя зі своєю родиною та численною свитою, й був офіційно прийнятий імператором Іраклієм, був хрещений і названий патрицієм Риму, та повернувся на батьківщину як союзник Візантії проти аварів. Можливо, саме тоді Кубрат був почесним заручником в Константинополі. Після смерті свого дядька Кубрат захопив владу в країні.